# Lasiomma brevirostre
Lasiomma brevirostre är en tvåvingeart som beskrevs av Griffiths 2003. Lasiomma brevirostre ingår i släktet Lasiomma och familjen blomsterflugor. Inga underarter finns listade i Catalogue of Life.